# Крис Хемсуърт
Крис Хемсуърт (на английски: Chris Hemsworth) е австралийски актьор.

## Биография и творчество
Крис Хемсуърт е роден на 11 август 1983 година. Той е най-известен с ролите си като Ким Хайд в телевизионния сериал „У дома и навън“ (Home and away) (2004) и като Тор  в Киновселената на Марвел: „Тор: Богът на гръмотевиците“ (Thor, 2011), „Отмъстителите“ (The Avengers, 2012), „Тор: Светът на мрака“ (Thor: The Dark World, 2013), „Отмъстителите: Ерата на Ултрон“ (Avengers: Age of Ultron, 2015), „Тор: Рагнарок“ (Thor: Ragnarok, 2017), „Отмъстителите: Война без край“ (Avengers: Infinity war, 2018).

## Частична филмография
- 2009 – Стар Трек (Star Trek)
- 2009 – Перфектното бягство (A Perfect Getaway)
- 2010 – Кеш (Cash)
- 2011 – Тор: Богът на гръмотевиците (Thor)
- 2012 – Хижа в гората (The Cabin in the Woods)
- 2012 – Отмъстителите (The Avengers)
- 2012 – Червена зора (Red Dawn)
- 2012 – Снежанка и ловецът (Snow White and the Huntsman)
- 2013 – С пълна газ (Rush)
- 2013 – Тор: Светът на мрака (Thor: The Dark World)
- 2015 – Хакер (Blackhat)
- 2015 – Отмъстителите: Ерата на Ултрон (Avengers: Age of Ultron)
- 2015 – Ваканция (Vacation)
- 2015 – В сърцето на морето (In the Heart of the Sea)
- 2016 – Ловецът: Ледената война (The Huntsman: Winter's War)
- 2016 – Ловци на духове (Ghostbusters)
- 2016 – Доктор Стрейндж (Doctor Strange)
- 2017 – Тор: Рагнарок (Thor: Ragnarok)
- 2018 – 12 силни (12 Strong)
- 2018 – Отмъстителите: Война без край (Avengers: Infinity War)
- 2019 – Отмъстителите: Краят (Avengers: Endgame)
- 2020 – Евакуация (Extraction)
- 2022 – Тор: Любов и гръмотевици (Thor: Love and Thunder)
- 2024 – Фюриоза: Сага за „Лудия Макс“ (Furiosa: A Mad Max Saga)